# Жантікей
Жантіке́й (каз. Жантікей) — село у складі Аксуатського району Абайської області Казахстану. Адміністративний центр Иргизбайського сільського округу.
Населення — 940 осіб (2021; 933 у 2009, 1347 у 1999, 1492 у 1989).
Національний склад станом на 1989 рік:
- казахи — 100 %

До 1992 року село називалось Єрназар. 2010 року село було зруйновано паводками на річці Бугаз, але невдовзі відбудовано за 2,5 км на південний захід.